# Dexter Morgan
Dexter Morgan er en fiktiv person i Jeff Lindsays bøger Darkly Dreaming Dexter, Dearly Devoted Dexter, Dexter In The Dark, Dexter by Design og Dexter is Delicious. Dexter Morgan er også hovedpersonen i den amerikanske tv-serie Dexter, der foreløbig er baseret på den første bog.
Dexter Morgan er ansat som blodtekniker ved Miamis politi, samtidig med at han er seriemorder, hvis ofre består af mordere der er sluppet ustraffet gennem systemet.
Den første bog i Dexter serien er udkommet på dansk som henholdsvis "Dexters dunkle drømme", mens nummer to, "Dybt Dedikerede Dexter" udkommer senere på året.